# Sud-Ouest (Kamerun)
Südwest (französisch Sud-Ouest bzw. englisch Southwest) ist eine Region Kameruns mit der Hauptstadt Buea.

## Geografie
Die Region liegt im Westen des Landes und grenzt im Nordosten an die Region Nordwest, im Osten an die Region West, im Südosten an die Region Littoral, im Südwesten an den Atlantik und im Nordwesten an Nigeria. In der Provinz liegt das 650 km² große Banyang-Mbo-Naturschutzreservat. Im Nordosten der Provinz erstreckt sich das Bamenda-Hochland und das Bambouto-Massiv, mit 2740 Metern die dritthöchste Erhebung Kameruns. Andere markante Berge sind die erloschenen Vulkane Manengouba und Kupe, die im Osten der Provinz in den Bakossi-Bergen liegen.

## Bevölkerung
Der Süden der Provinz gehört zum Siedlungsgebiet des Volkes der Oroko und der Südosten zum Siedlungsgebiet der Bakossi.
Seit dem Jahr 1976 hat sich die Einwohnerzahl mehr als verdoppelt.
| Jahr           | Einwohnerzahl |
| -------------- | ------------- |
| Zensus 1976    | 620.515       |
| Zensus 1987    | 838.042       |
| Zensus 2005    | 1.316.079     |
| Schätzung 2015 | 1.553.300     |

## Politische Gliederung

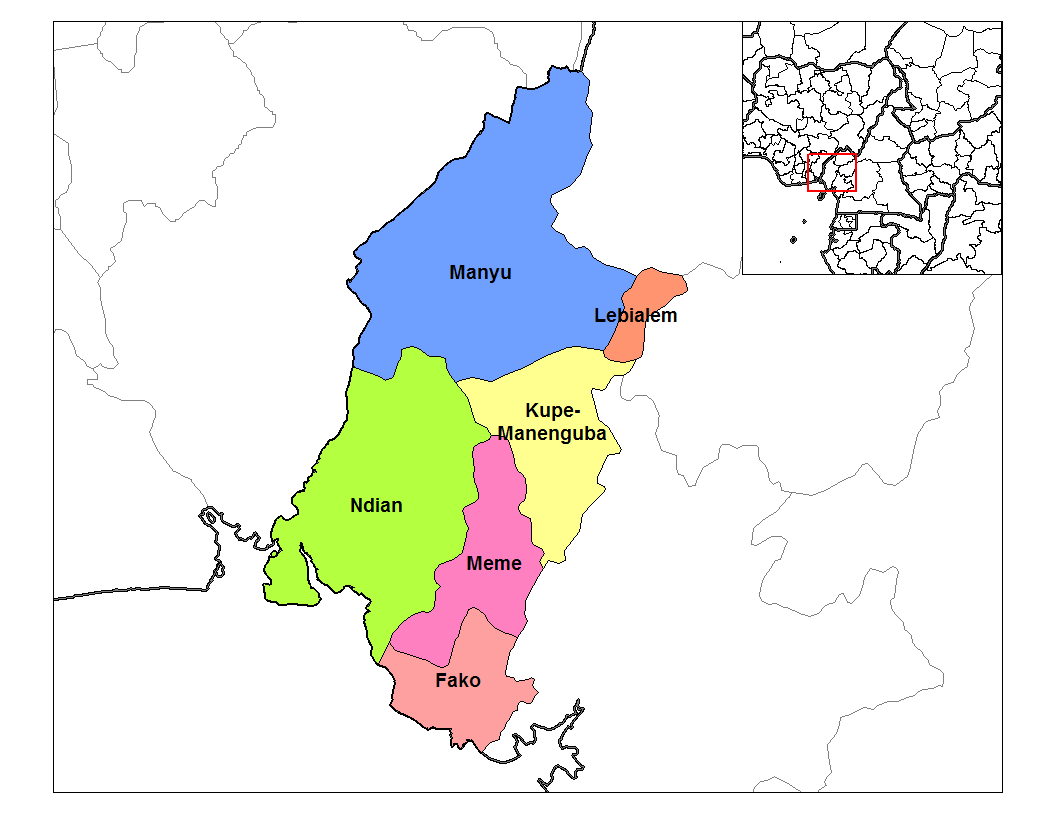
Départements der Region Südwest

Die Region ist in 6 Département unterteilt. In der unteren Tabelle ist dem jeweiligen Département die Hauptstadt zugeordnet.
| Département      | Hauptstadt | Einwohner 2005 | Fläche in [km²] | Bevölkerungsdichte 2005 [Einwohner/km²] |
| ---------------- | ---------- | -------------- | --------------- | --------------------------------------- |
| Fako             | Limbe      | 466.412        | 2093            | 223                                     |
| Koupé-Manengouba | Bangem     | 105.579        | 3404            | 31                                      |
| Lebialem         | Menji      | 113.736        | 617             | 184                                     |
| Meme             | Kumba      | 326.734        | 3105            | 105                                     |
| Manyu            | Mamfe      | 181.039        | 9565            | 19                                      |
| Ndian            | Mundemba   | 122.579        | 6626            | 19                                      |
| Gesamt           |            | 1.316.079      | 25.410          | 61                                      |